# Mesida yini
Mesida yini är en spindelart som beskrevs av Zhu, Song och Zhang 2003. Mesida yini ingår i släktet Mesida och familjen käkspindlar. Inga underarter finns listade i Catalogue of Life.